# Саконы (посёлок, Нижегородская область)
Са́коны — сельский посёлок в Ардатовском районе Нижегородской области Россия. Входит в состав рабочего посёлка Мухтолово.

## Этимология
Посёлок при железной дороге получил своё название от одноимённого близлежащего населённого пункта — села Саконы.

## История
Возникновение связано со строительством железной дороги Муром — Арзамас (завершено в 1914). В то время уже существовали станция Мухтолово и разъезд Венец.
Дежурными по станции первое время были приезжие из Мухтолова. Первыми стрелочниками работали А. М. Игрушкини В. И. Шитиков. На новой станции выстроили железнодорожный барак и казармы для рабочих железной дороги.
В 1932 году от Мухтоловского леспромхоза в п. Саконы построили шпалозавод. В это же время в посёлке началось строительство собственных жилых домов. Леспромхозом был построен для своих рабочих барак.
Первыми жителями п. Саконы были Ф. И. Китаев, П. И. Сучков, С. И. Уханов, Ф. М. Ильичев, В. И. Шитиков, Т. Д. Безруков.
До 1936 г. на шпалозаводе работали в основном приезжие, временные рабочие. Кадровых рабочих было очень мало.
20 июня 1936 г. в с. Гремячеве случился большой пожар, во время которого сгорело 200 домов. После этого пожара многие семьи из Гремячева стали переезжать в п. Саконы, где для них создавались неплохие условия. Мухтоловский леспромхоз отпустил переселенцам лес для постройки собственных домов.
В годы Великой Отечественной войны шпалозавод был закрыт. Нужны были дрова для паровозов, поэтому трудоспособное население стало работать в лесу на лесозаготовках. Дрова отправлялись на станции Венец и Мухтолово. Все трудности легли на плечи женщин, так как практически вс етрудоспособные мужчины были призваны на фронт.
До 1960 г. в посёлке существовала начальная школа, которая в том же году была преобразована в восьмилетнюю.
В 1961 году посёлок был электрифицирован.

## Географическое положение
Сельский посёлок Саконы находится на юго-западе Нижегородской области России, на железной дороге Мухтолово — Тёша. Расстояние от Мухтолова — 6 км к западу и от соседнего посёлка при железной дороги Венец — 11 км к востоку. Административный центр муниципального округа Ардатов находится в 26 км к югу от посёлка Саконы. Посёлок соединён просёлочными дорогами на севере с селом Венец (расстояние 13 км) и с деревней Залесье (также 13 км), на востоке — с рабочим посёлков Мухтолово, на юге — с рабочим посёлком Гремячево (11 км). В 500 метрах к востоку от посёлка протекает ручей Нукс. Со всех сторон посёлок обступают леса, с севера — преимущественно лиственные, а с юга — хвойные. Высота над уровнем моря около 150 метров.
Посёлок Саконы, как и вся Нижегородская область, находится в часовой зоне МСК (московское время). Смещение применяемого времени относительно UTC составляет +3:00.

## Административная принадлежность
Сельский посёлок Саконы входит в состав административно-территориального образования Рабочий посёлок Мухтолово Ардатовского муниципального округа Нижегородской области Российской Федерации.

## Климат
Посёлок находится в зоне умеренно-континентального климата, который характеризуется холодной продолжительной зимой и тёплым, но достаточно коротким летом. За год выпадает в среднем 450—550 мм осадков, из них 68 % — в виде дождя и 32 % — в виде снега. Среднегодовая относительная влажность воздуха — 76 %. Снежный покров достигает 50 см, а в особо снежные зимы может достигать одного метра и более.
Весна приходит резко, обычно к середине апреля, при этом вплоть до середины мая нередки заморозки. Лето сравнительно короткое и достаточно жаркое — в отдельные годы температура может достигать 36 °C. Шапка лета приходится на июль. В конце весны и лета нередки грозы — их может случаться до 20 за год, почти каждый год выпадает град. Осень приходит в сентябре и стоит до начала ноября, но уже в сентябре нередки заморозки. Зима наступает в начале ноября и продолжается до середины марта. Обычно первый снег выпадает в октябре и держится в течение пяти месяцев, сходит к 10—15 апреля. Почва промерзает на глубину 70—90 см.
Вегетационный период составляет 189 дней, продолжительность безморозного периода — 137 дней.

## Население
| Численность населения | Численность населения | Численность населения | Численность населения | Численность населения | Численность населения |
| 1978                  | 1992                  | 1999                  | 2002                  | 2010                  | 2021                  |
| --------------------- | --------------------- | --------------------- | --------------------- | --------------------- | --------------------- |
| 445                   | ↘208                  | ↘176                  | ↘143                  | ↘84                   | ↘50                   |

## Инфраструктура
В посёлке пять улиц: Зелёная, Кооперативная, Северная, Школьная и Южная.